# Роялстон (Массачусетс)
Роялстон (англ. Royalston) — місто (англ. town) в США, в окрузі Вустер штату Массачусетс. Населення — 1250 осіб (2020).

## Демографія
Згідно з переписом 2010 року, у місті мешкало 1258 осіб у 498 домогосподарствах у складі 330 родин. Було 574 помешкання
Расовий склад населення:
| - 96,9 % — білих - 0,7 % — корінних американців - 0,7 % — азіатів - 0,6 % — чорних або афроамериканців |

До двох чи більше рас належало 0,8 %. Частка іспаномовних становила 2,6 % від усіх жителів.
За віковим діапазоном населення розподілялося таким чином: 21,4 % — особи молодші 18 років, 67,0 % — особи у віці 18—64 років, 11,6 % — особи у віці 65 років та старші. Медіана віку мешканця становила 45,6 року. На 100 осіб жіночої статі у місті припадало 99,1 чоловіків;  на 100 жінок у віці від 18 років та старших — 106,0 чоловіків також старших 18 років.
Середній дохід на одне домашнє господарство  становив 82 443 долари США (медіана — 74 219), а середній дохід на одну сім'ю — 87 029 доларів (медіана — 81 477). Медіана доходів становила 54 667 доларів для чоловіків та 41 154 долари для жінок. За межею бідності перебувало 10,5 % осіб, у тому числі 14,6 % дітей у віці до 18 років та 2,7 % осіб у віці 65 років та старших.
Цивільне працевлаштоване населення становило 657 осіб. Основні галузі зайнятості: освіта, охорона здоров'я та соціальна допомога — 25,6 %, публічна адміністрація — 13,5 %, науковці, спеціалісти, менеджери — 10,7 %, будівництво — 9,4 %.